# 아키타 도시스에
아키타 도시스에(일본어: 秋田俊季, 1598년 ~ 1649년 2월 14일)는 일본 에도 시대의 다이묘이며, 아키타 가문의 3대 당주이다.
아키타 사네스에의 맏아들로 태어났다. 도쿠가와 가문에 봉사하였으며, 오사카 전투에도 도쿠가와군으로 참전하였다. 이후로도 막부의 토목 사업을 돕고 쇼군 도쿠가와 이에미쓰의 교토 방문을 수행하는 등 막부에 충성을 다하였는데, 그 때문에 도쿠가와 이에야스로부터 옛 영지를 몰수당해 도쿠가와측에 좋지 않은 감정을 갖고 있는 아버지와의 사이는 나빠졌다. 결국 1630년, 아버지가 실각하면서 막부의 명령에 따라 아키타 가문을 계승하게 되었고 히타치노쿠니 시시도 번의 번주 자리에 올랐다. 1645년에는 무쓰노쿠니 미하루번 5만 5천 석 영지로 이봉되었고, 1649년, 오사카성에서 근무하다 병에 걸려 아버지보다 먼저 사망하였다. 아들 모리스에가 그 뒤를 이었다.
| 전임 아키타 사네스에 | 제2대 시시도 번 번주 (아키타가) 1631년 ~ 1645년 | 후임 막부령(마쓰다이라 요리오) |

| 전임 마쓰시타 나가쓰나 | 제1대 미하루번 번주 (아키타가) 1645년 ~ 1649년 | 후임 아키타 모리스에 |